# 奇妙历险
《奇妙历险》（英語：Fantastic Adventures）是1939至1953年齐夫-戴维斯集团出版的科幻奇幻纸浆杂志，主编雷蒙德·帕尔默同时还负责该公司科幻杂志《惊奇故事》。前九期杂志采用加大纸浆规格，1940年6月转为标准纸浆杂志。《奇妙历险》1940年末面临停刊风险，但詹姆斯·艾伦·圣约翰为同年十月号创作的封面非常出色，杂志销量大振，1941年5月改成月刊。科幻史学家认为帕尔默能力有限，无法保持杂志高水平选材，但《奇妙历险》很快就以轻松愉快和异想天开的作品打开名气。大部分作品由少数作家署本名或化名创作，封面与同时代其他众多纸浆杂志一样以美女身陷夸张动作场面为卖点。杂志封面老将哈罗德·麦考利妩媚的“麦克女郎”封面深得读者青睐，但注重半裸美女的画风时而招来非议。
1949年帕尔默离职，非常喜欢和了解奇幻小说的霍华德·布朗接手主编。布朗一度确保杂志文章品质提升，1951年左右是《奇妙历险》鼎盛时期。但是，布朗在把《惊奇故事》提升成高档杂志的计划失败后心灰意冷，《奇妙历险》作品质量回落。1952年，齐夫-戴维斯集团推出的文摘规格新奇幻杂志《奇妙》颇为热销，公司几个月内就决定停办《奇妙历险》，1953年3月号沦为绝响。

## 出版史
科幻文学作品早在20世纪20年代前就开始出版，但起初没有独立发行，直到1926年雨果·根斯巴克推出历史上第一本纯科幻纸浆杂志《惊奇故事》才改变局面。到了30年代末，科幻杂志市场已呈井喷。1929年根斯巴克因破产丧失《惊奇故事》主控权，杂志转让泰克出版社，1938年再由齐夫-戴维斯集团收购。第二年该集团推出姐妹刊《奇妙历险》，创刊号是1939年5月号，雷蒙德·帕尔默（Raymond A. Palmer）担任两本杂志主编。
《奇妙历险》起初是21.6×29.8厘米加大纸浆杂志规格，与《惊奇故事》等早期科幻杂志一致，估计是为吸引怀念大尺寸的科幻迷。杂志先是双月刊，1940年起转为月刊。新杂志销量不及《惊奇故事》，从六月号起恢复双月刊周期，纸张也缩减至成本更低的标准纸浆杂志规格。《奇妙历险》的销售疲软依旧，东家打算出版十月号后停刊。这期杂志刊有罗伯特·摩尔·威廉姆斯（Robert Moore Williams）的小说《失地丛林》（Jongor of Lost Land），还有詹姆斯·艾伦·圣约翰（J. Allen St. John）绘制的封面彩画。事实证明如此组合可谓强强连手，十月号销量在八月基础上翻番，齐夫-戴维斯集团决定继续坚持，《奇妙历险》起死回生，1941年前几个月还是双月刊，但五月开始又转为月刊。
帕尔默离职后，霍华德·布朗（Howard Browne）1950年接手主编两本杂志。与科幻小说相比，布朗更中意奇幻文学，他很喜欢主编《奇妙历险》，计划把《惊奇故事》办成高端杂志。但朝鲜战争爆发导致计划落空，布朗一度对两本杂志的主编工作都感心灰意冷。他听任威廉·哈姆林（William Hamling）接手，杂志品质下滑。齐夫-戴维斯集团1950年底把办事处从芝加哥迁至纽约，布朗迁居纽约，但哈姆林决定留在芝加哥，于是两本杂志又回到布朗之手。科幻史学家布莱恩·斯坦伯福德（Brian Stableford）与麦克·阿什利（Mike Ashley）认为，布朗接手令两本杂志品质明显改善。对奇幻文学的兴趣促使布朗在1952年夏推出文摘规格新杂志《奇妙》（Fantastic），新刊物一面世就热销四方，促使发行商把《惊奇故事》也改成文摘杂志规格。20世纪50年代初，大量纸浆杂志以文摘规格改头换面并赢得市场认可，《奇妙》热卖后出版商没有必要再保留《奇妙历险》。老杂志最后并入新杂志，1953年3月号沦为《奇妙历险》绝响，同年五至六月的《奇妙》标头注有《奇妙历险》之名，但下一期便不知所踪。

## 内容和评价

### 帕尔默时期

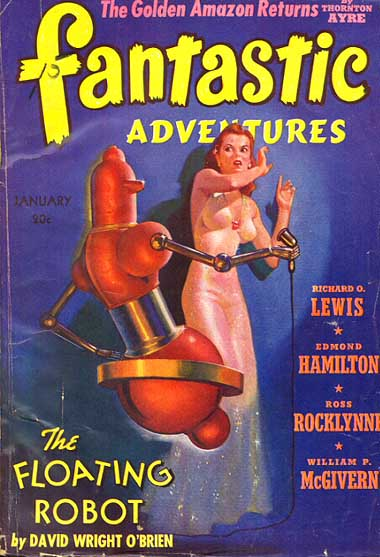
哈罗德·麦考利绘制的1941年1月杂志封面，这类“麦克女郎”封面是在20世纪40年代末开始亮相，取代更倾向动作场面的画作

帕尔默对《奇妙历险》抱以厚望，希望在刊登奇幻小说的同时，作品文学品质可与《星期六晚邮报》之类高档铜版纸杂志相提并论。同时刊登科幻和奇幻文学之举不得此时的科幻迷待见，但帕尔默尽量在宣传时把新刊物描绘得两全其美，杂志封面口号宣称“最佳科幻”。他为《惊奇故事》和《奇妙历险》撰写宣传简介，声称杂志容两大体裁文学作品于一身，是读者极具价值的实惠之选。《奇妙历险》的竞争对手主要是《未知》和《詭麗幻譚》，其中《未知》1939年3月面世，只比《奇妙历险》早几个月，《詭麗幻譚》是1923年问世的老将。不过帕尔默无意竞争，新杂志以刊登埃德加·赖斯·巴勒斯风格历险小说为主。估计主编是把《惊奇故事》收到但未选登的稿件买下，这样他马上就能编入杂志，无需等待投稿。阿什利认为《奇妙历险》品质低劣，创刊号封面小说《隐身罗宾汉》（The Invisible Robinhood）由恩多·宾德（Eando Binder）创作，其他文章作者包括哈尔·文森特（Harl Vincent）、罗斯·罗克林（Ross Rocklynne）和阿尔菲厄斯·海厄特·弗里尔（Alpheus Hyatt Verrill）。杂志还提供猜谜、作家简介和《雷·福尔摩斯，科学侦探》（Ray Holmes, Scientific Detective）连环画，读者根据连环画提供的线索解谜，但因反响不佳创刊号后便消匿无踪。弗兰克·保罗（Frank R. Paul）创作的封底《火星男》（The Man from Mars）颇受好评，封底画作成为《奇妙历险》特色。
第二期的小说《科学家起义》（The Scientists' Revolt）作者巴勒斯名气鼎盛，足以保证杂志热卖。阿什利认为该文平平无奇，本是没人愿买的同代欧洲宫斗文，帕尔默买来后把时代背景改写成未来。封面小说不怎么样，但第二期与创刊号相比销量提升，纳尔逊·邦德（Nelson S. Bond）、约翰·罗素·费恩（John Russell Fearn）署化名桑顿·艾尔（Thornton Ayre）的文章颇受好评。1941年，巴勒斯的金星系列中篇小说开始在杂志连载，1941年3月至1942年3月共刊登四期，每期都配有詹姆斯·艾伦·圣约翰创作的封面，《奇妙历险》销量大振。

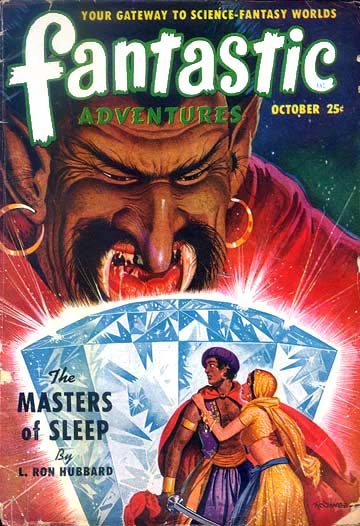
罗伯特·吉布森·琼斯为1950年10月杂志创作的封面，故事是L·罗恩·贺伯特的《睡眠大师》

《奇妙历险》大部分作品由少数作家署本名或化名创作，高产写手包括威廉·麦吉文（William P. McGivern）、戴维·赖特·奥布莱恩（David Wright O'Brien）、唐·威尔考克斯（Don Wilcox）、切斯特·盖尔（Chester S. Geier）、罗格·菲利普斯（Rog Phillips）、勒罗伊·耶尔萨（Leroy Yerxa）、威廉姆斯、羅伯特·布洛克与伯克利·利文斯顿（Berkeley Livingston）。阿什利认为大部分作品经不起时间考验，不过帕尔默经常能从其他名家手中买到好作品，如奥古斯特·德雷斯就卖给他好几部小说。雷·布萊伯利只在《奇妙历险》发表一篇小说，即1947年的《明天明日》（Tomorrow and Tomorrow），阿什利认为这是该杂志20世纪40年代少有的杰作。邦德为早期杂志贡献多篇文章，如1940年4月《女祭司的审判》（The Judging of the Priestess）是日后广受好评的女祭司系列小说第二弹，讲述未来文明崩溃后的故事；第一部和第三部分别在《惊奇故事》和《惊艳故事》（Astounding Stories）发表。1939年9月杂志刊登邦德的幽默短篇小说《威尔伯福斯·威姆斯的惊人发明》（The Amazing Invention of Wilberforce Weems），讲述可立即吸收任何书籍知识的药水及其后果。帕尔默鼓励经常供稿的作家再接再励，继续提供异想天开的文章，得来的作品颇显另类，但也促使杂志以娱乐效果十足的轻松幻想名声在外。这些文章往往题目就很荒谬，像麦吉文的《何以闲聊之困惑》（The Quandary of Quantus Quaggle）与《松螺丝机器人西尼》（Sidney, the Screwloose Robot），布洛克的《弗洛伊德·斯克里奇的怪诞末日》（The Weird Doom of Floyd Scrilch）等，其中后者属布洛克《左撇子菲普》（Lefty Feep）系列作品，该系列几乎所有小说都在1942至1945年的《奇妙历险》发表。威廉姆斯的《失地丛林》颇受好评，他的续作《丛林归来》（The Return of Jongor）和《丛林反击》 （Jongor Fights Back）分别在1944和1951年杂志发表。
帕尔默喜欢恶作剧，例如作品明明署化名，他却把作者照片登上。1944年2月《奇妙历险》刊登“读者来信”，作家自称是生于1970年的科学家，经时光旅行来到现在，而且时光机的灵感就是杂志文章。帕尔默摆出一副严肃对待的架势，呼吁读者找到科学家。帕尔默最成功的恶作剧是“谢弗之谜”，作者理查德·夏普·谢弗（Richard Sharpe Shaver）以系列小说宣传地球上所有重大破坏和事故都是隐藏地下的远古机械所致。谢弗之谜系列人气极高且都在《奇妙历险》伴侣杂志《惊人故事》发表，阿什利为此把《奇妙历险》称为该系列小说的“避风港”，谢弗还在《奇妙历险》发表多篇颇具价值的奇幻作品。良好的销售势头促使《惊人故事》和《奇妙历险》都在20世纪40年代末改为月刊。

### 布朗时期

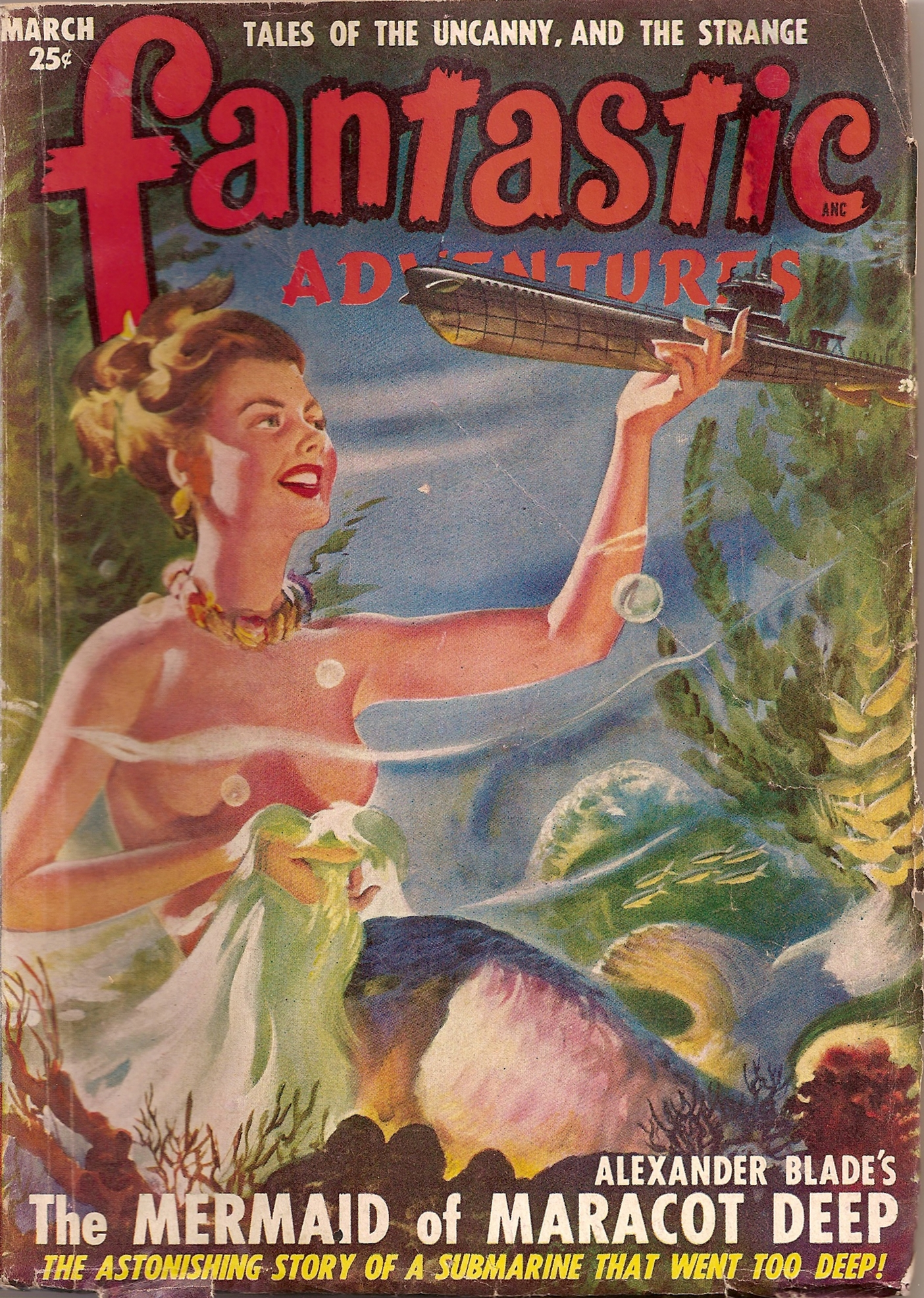
亚历山大·科恩创作的1949年3月杂志封面。科幻杂志封面常见勃起阴茎形状的太空船，但在上图改成潜艇

1950年初布朗接手时，杂志编辑基本是哈姆林负责，年底哈姆林和帕尔默离职后布朗才全面控制。杂志文章品质从此显著提高，布朗任职后一到两年是《奇妙历险》巅峰时期。1950年2月杂志发表西奧多·史特金的小说《梦之珠宝》（The Dreaming Jewels），雷斯特·德尔·雷伊（Lester del Rey）、威廉·泰恩、小沃尔特·M·米勒都在杂志发表名作。1950年4月，马克·雷诺兹（Mack Reynolds）的处女作《孤立主义者》（Isolationist）登上杂志，他后来与《惊艳科幻》的交情超过齐夫-戴维斯集团杂志，但《孤立主义者》还是和他后期作品激进的政治主题一脉相承。该文讲述乐于助人的外星人来访，但因所遇第一个人类充满敌意放弃地球陷入核战争。同年11月，约翰·杰克斯（John Jakes）也在《奇妙历险》刊载处女作《梦之树》（The Dreaming Trees）。
杂志整体品质低劣，但据斯坦伯福德所述，“科幻写手全权自行发挥来为杂志创作纯奇幻小说，确实经常产出异想天开且颇具讽刺风味的独特作品”。评论家约翰·克卢特（John Clute）也称杂志小说参差不齐，“但的确有些故事还不错，算不上多但确实有一些”。二战结束后杂志所登名作包括史特金的《拉尔戈》（Largo）和雷蒙德·琼斯（Raymond F. Jones）的《儿童室》（The Children's Room）。杂志画作品质普遍高于小说，阿什利就称《奇妙历险》的插图品质名称前茅。维吉尔·芬莱（Virgil Finlay）、亨利·夏普（Henry Sharp）、罗德·鲁斯（Rod Ruth）和马尔科姆·史密斯（Malcolm Smith）都经常提供画作。帕尔默对此表示：“经验证明杂志销售看封面，一切都靠引人注目”。早期杂志封面大多是男英雄和动作场面，少有弱女子遇险套路。1940年8月的封面是哈罗德·麦考利（Harold W. McCauley）创作，上绘身着亮眼服装的妩媚女子，此后类似封面越来越多，读者和编辑把画上女子称为“麦克女郎”。科幻史学家保罗·卡特（Paul Carter）认为，正是第二次世界大战促使杂志封面从动作场面变成诱人美女。科幻画作常见勃起阴茎形状的太空船，作家兼评论家布赖恩·阿尔迪斯（Brian Aldiss）声称1949年3月《奇妙历险》封面的潜艇就代表阴茎。读者来信批评杂志上的小说明明中规中矩，却偏要把插图和封面弄成诱人美女而且充满性暗示。

## 书目详细信息
| | 一   | 二   | 三   | 四   | 五   | 六   | 七   | 八   | 九   | 十    | 十一  | 十二  |
| 1939 |      |      |      |      | 1/1  |      | 1/2  |      | 1/3  |       | 1/4   |       |
| 1940 | 2/1  | 2/2  | 2/3  | 2/4  | 2/5  | 2/6  |      | 2/7  |      | 2/8   |       |       |
| 1941 | 3/1  |      | 3/2  |      | 3/3  | 3/4  | 3/5  | 3/6  | 3/7  | 3/8   | 3/9   | 3/10  |
| 1942 | 4/1  | 4/2  | 4/3  | 4/4  | 4/5  | 4/6  | 4/7  | 4/8  | 4/9  | 4/10  | 4/11  | 4/12  |
| 1943 | 5/1  | 5/2  | 5/3  | 5/4  | 5/5  | 5/6  | 5/7  | 5/8  |      | 5/9   |       | 5/10  |
| 1944 |      | 6/1  |      | 6/2  |      | 6/3  |      |      |      | 6/4   |       |       |
| 1945 | 7/1  |      |      | 7/2  |      |      | 7/3  |      |      | 7/4   |       | 7/5   |
| 1946 |      | 8/1  |      |      | 8/2  |      | 8/3  |      | 8/4  |       | 8/5   |       |
| 1947 | 9/1  |      | 9/2  |      | 9/3  |      | 9/4  |      | 9/5  | 9/6   | 9/7   | 9/8   |
| 1948 | 10/1 | 10/2 | 10/3 | 10/4 | 10/5 | 10/6 | 10/7 | 10/8 | 10/9 | 10/10 | 10/11 | 10/12 |
| 1949 | 11/1 | 11/2 | 11/3 | 11/4 | 11/5 | 11/6 | 11/7 | 11/8 | 11/9 | 11/10 | 11/11 | 11/12 |
| 1950 | 12/1 | 12/2 | 12/3 | 12/4 | 12/5 | 12/6 | 12/7 | 12/8 | 12/9 | 12/10 | 12/11 | 12/12 |
| 1951 | 13/1 | 13/2 | 13/3 | 13/4 | 13/5 | 13/6 | 13/7 | 13/8 | 13/9 | 13/10 | 13/11 | 13/12 |
| 1952 | 14/1 | 14/2 | 14/3 | 14/4 | 14/5 | 14/6 | 14/7 | 14/8 | 14/9 | 14/10 | 14/11 | 14/12 |
| 1953 | 15/1 | 15/2 | 15/3 |      |      |      |      |      |      |       |       |       |
| 《奇妙历险》出版详细信息，表格最左侧是年份，上方是月份，其他数字代表“卷号/期数”，蓝 色格子代表帕尔默主编（创刊到1949年），黄色表示布朗主编（1950年至停刊） |      |      |      |      |      |      |      |      |      |       |       |       |

《奇妙历险》主编如下：
- 1939年5月至1949年12月：雷蒙德·帕尔默
- 1950年1月至1953年4月：霍华德·布朗

实际负责编辑不一定是杂志标头注明编辑。总编职位高于主编，但有时主编才是杂志主要负责人。以下列出《奇妙历险》各时期标头上注明的总编和主编：
| 起         | 止         | 总编               | 主编          | 期数 |
| ---------- | ---------- | ------------------ | ------------- | ---- |
| 1939年5月  | 1947年1月  | 伯纳德·乔治·戴维斯 | 雷蒙德·帕尔默 | 59   |
| 1947年3月  | 1947年10月 | 雷蒙德·帕尔默      | 霍华德·布朗   | 5    |
| 1947年11月 | 1949年12月 | 雷蒙德·帕尔默      | 威廉·哈姆林   | 26   |
| 1950年1月  | 1951年2月  | 霍华德·布朗        | 威廉·哈姆林   | 14   |
| 1951年3月  | 19523年3月 | 霍华德·布朗        | 莉拉·谢弗     | 25   |

《奇妙历险》起初是加大纸浆杂志规格，共96页，1940年6月缩至标准纸浆杂志规格但页数增至144。杂志初步定价20美分，1942年4月起增至25美分直到停刊，页数再升到240。1943年6月至1945年7月杂志减至208页，1945年10月起降到176页，1948年7月起缩至160页而且仅两期后就在1948年9月再减到156页。1949年6月《奇妙历险》只剩144页，同年九月回升到160页但1950年9月又减到148页，此后直到停刊均为130页。
杂志先是双月刊，1940年1月转为月刊但只坚持六期。1940年6月号之后两期分别是八月和十月，再是1941年1月和3月。1941年5月起杂志再度按月刊发行并持续到1943年8月转回双月刊。1944年10月，《奇妙幻想》转为季刊，第二年十月又恢复双月刊，但1946年2月号的下一期延误到五月。1947年9月起杂志恢复月刊周期并持续到停刊。卷号始终保持规律，每个日历年一卷，所以每卷期数五花八门，最少的1944年（第六卷）只有四期，最多的是1942（第四卷）年、1948至1952年（第十至十四卷），都有12期。最后一期是第十五卷第三期。
《奇妙历险》有两种英国再版杂志。第一种是齐夫-戴维斯集团驻伦敦办事处1947年5月和6月发行，两期均无编号和年月，采纸浆杂志规格但只有32页，文章都是二战期间美国版所刊小说。第二种由莱斯特的索普与波特出版社（Thorpe & Porter）在1950年6月至1954年2月发行，共有24期但都没有标示年月，除前两期外后22期有编号。杂志内容对应1950年3月至1953年1月的美国杂志但有删节，起初是160页，后降至128和96页，24期杂志对应的美国版如下：
| 编号       | 英国发行时间 | 对应美国杂志 |
| ---------- | ------------ | ------------ |
| （无编号） | 1950年6月    | 1950年3月    |
| （无编号） | 1950年8月    | 1950年4月    |
| 3          | 1950年10月   | 1950年5月    |
| 4          | 1950年12月   | 1950年9月    |
| 5          | 1951年1月    | 1950年10月   |
| 6          | 1951年3月    | 1950年8月    |
| 7          | 1951年4月    | 1951年2月    |
| 8          | 1951年11月   | 1951年1月    |
| 9          | 1952年2月    | 1950年2月    |
| 10         | 1952年3月    | 1950年11月   |
| 11         | 1952年4月    | 1950年12月   |
| 12         | 1952年7月    | 1951年3月    |
| 13         | 1952年9月    | 1951年4月    |
| 14         | 1952年10月   | 1951年5月    |
| 15         | 1952年11月   | 1951年8月    |
| 16         | 1953年1月    | 1951年6月    |
| 17         | 1953年2月    | 1951年9月    |
| 18         | 1953年4月    | 1951年10月   |
| 19         | 1953年6月    | 1952年4月    |
| 20         | 1953年7月    | 1952年6月    |
| 21         | 1953年8月    | 1950年7月    |
| 22         | 1953年9月    | 1953年1月    |
| 23         | 1953年10月   | 1951年12月   |
| 24         | 1954年2月    | 1952年12月   |

杂志内容起初全部照搬美国版，但第13期起至少删掉一篇小说。
1941年，没卖掉的《奇妙历险》经三期合订并加上新封面，以《奇妙历险季刊》之名重新发行，从1941年冬至1943年秋共推出八期，定价25美分，还有单独的卷号和期号，从第一卷第一期持续到第二卷第四期。1948年夏杂志又推出同类季刊，从第六卷第一期到第九卷第一期共持续11期，期间没有1949年春季号，最后一期是1951年春季号。
1965年，齐夫-戴维斯集团把《惊人故事》和《奇妙》卖给索尔·科恩（Sol Cohen），一同转让的还有包括《奇妙幻想》在内所有集团杂志刊登作品的转载权。科恩发行众多转载刊物，其中常有《奇妙幻想》的小说，以下各期内容绝大部分或全部照搬：
- 1950年夏《奇妙历险年鉴》，无编号，只编示年份。转载1949至1952年《奇妙幻想》的六篇文章；
- 1970年夏和1971年夏《惊悚科幻》（Thrilling Science Fiction），第16和20期；
- 1974年1月《科幻历险》（Science Fiction Adventures）；
- 1970至1971年全部四期《科幻奇幻》（Science Fantasy）；
- 1970年夏《讲述最奇怪的故事》（The Strangest Stories Every Told）；
- 1970年夏至1971年夏共四期《古怪谜思》（Weird Mystery）。

## 脚注
1. ↑  Malcolm Edwards & Peter Nicholls, "SF Magazines", in Clute & Nicholls, Encyclopedia of Science Fiction, pp. 1066–1068.
2. ↑  Ashley, Time Machines, p. 76.
3. ↑  Ashley, Time Machines, p. 115.
4. 1 2 3 4 5 6 7 8 9  Ashley, Time Machines, pp. 142–146.
5. ↑  Peter Nicholls, "Bedsheet", in Clute & Nicholls, Encyclopedia of Science Fiction, p. 102.
6. 1 2 3 4  "Fantastic Adventures", in Tuck, Encyclopedia of Science Fiction and Fantasy, Vol. 3, pp. 558–559.
7. 1 2 3 4 5 6  Brian Stableford, "Fantastic Adventures", in Clute & Nicholls, Encyclopedia of Science Fiction, p. 404.
8. 1 2 3 4 5 6 7 8 9 10 11 12 13 14 15 16 17 18 19 20 21 22 23 24  Mike Ashley, "Fantastic Adventures", in Tymn & Ashley, Science Fiction, Fantasy and Weird Fiction Magazines, pp. 232–240.
9. 1 2  Ashley, Transformations, p. 7.
10. 1 2  Ashley, Transformations, pp. 48–50.
11. ↑  见各期杂志.
12. ↑  de Camp, Science-Fiction Handbook, p. 120.
13. 1 2  Ashley, Time Machines, p. 178.
14. ↑  Ashley, Time Machines, p. 183.
15. ↑  Ashley, History of the Science Fiction Magazine, Vol. 3, p. 24.
16. 1 2  Aldiss & Wingrove, Trillion Year Spree, pp. 222, 463, 464.
17. ↑  Ashley, Transformations, p. 6.
18. ↑  Clute, Science Fiction: The Illustrated Encyclopedia, p. 101.
19. ↑  Carter, Creation of Tomorrow, p. 183.
20. ↑  Ashley, Transformations, p. 228.
21. ↑  Mike Ashley, "Fantastic Adventures Yearbook", in Tymn & Ashley, Science Fiction, Fantasy and Weird Fiction Magazines, pp. 240–241.